# Коридорас Потаро
Коридорас Потаро (Corydoras potaroensis) — вид сомоподібних риб з роду Коридорас підродини Corydoradinae родини Панцирні соми.

## Опис
Загальна довжина сягає 4,1-5 см. Спостерігається статевий диморфізм: самиця більша за самця. Голова трохи широка, лоб опуклий. Очі великі, дещо опуклі. Рот звернуто додолу. Є 3 пари вусиків. Тулуб кремезний, дещо широкий. Спинний плавець високий, з 1 жорстким і 7 м'якими променями. Жировий плавець крихітний, округлий. Грудні плавці з жорстким променем. Анальний плавець короткуватий. Хвостовий плавець широкий, з виїмкою, лопаті широкі.
Забарвлення рожево-коричневе. Через очі проходить широка поперечна чорна смуга. Спинний, жировий та хвостовий плавці сіруватого кольору Спинний плавець з темною плямочкою. Грудні, черевні та анальний плавці напівпрозорі.

## Спосіб життя
Є демерсальною рибою. Воліє до прісної та чистої води. Утворює великі косяки. Вдень ховається в укриттях в рясній рослинності. Живиться дрібними ракоподібними, хробачками, водними комахами, яких здобуває, риючись у ґрунті.
Нерест відбувається у сезон дощів.

## Розповсюдження
Є ендеміком Гаяни. Поширений у басейні річки Потаро. Звідси походить назва цього коридораса.